# Macrocera lateralis
Macrocera lateralis är en tvåvingeart som beskrevs av Freeman 1970. Macrocera lateralis ingår i släktet Macrocera och familjen platthornsmyggor.
Artens utbredningsområde är Etiopien. Inga underarter finns listade i Catalogue of Life.